# Eois oressigenes
Eois oressigenes is een vlinder uit de familie spanners (Geometridae). De wetenschappelijke naam van deze soort is voor het eerst geldig gepubliceerd in 1921 door Prout.
De soort komt voor in tropisch Afrika.